# Безродный, Артём Анатольевич
Артём Анато́льевич Безро́дный (10 февраля 1979, Сумы — 13 сентября 2016, Сумы) — российский футболист, выступавший на позиции левого полузащитника. Большую часть карьеры провёл за московский «Спартак», играя за него в 1996 и 1998—2003 годах, однако из-за многочисленных травм провёл относительно небольшое количество матчей. В сезоне 1997/1998 он выступал на правах аренды за дубль леверкузенского «Байера». После ухода из «Спартака» провёл четыре матча за азербайджанскую команду «МКТ-Араз» в 2005 году, прежде чем покинул клуб и исчез из поля зрения спортивных журналистов. В дальнейшем играл только за любительские клубы Сумской области, так и не сумев вернуться в большой футбол. В 2016 году скончался от сердечного приступа.

## Ранние годы
Артём Безродный родился 10 февраля 1979 года в городе Сумы (Украина). Отец Анатолий Семёнович Безродный — футбольный тренер в местной СДЮШОР «Смена», где Артём начал футбольные тренировки в возрасте 7 лет. Мать — Людмила Ивановна. В возрасте 12 лет семья переехала в Луганск, где Артём обучался в местном спортинтернате, куда устроился работать его отец. В этом интернате в разное время учились Сергей Семак, Сергей Юран и Эдуард Мор. Одновременно с футболом Безродный 4 года занимался в секции акробатики, получив звание кандидата в мастера спорта. После переезда в Москву некоторое время учился в сельской школе около футбольной базы в Тарасовке — начальник команды Валерий Жиляев нередко вынужден был объяснять директору школы отсутствие Артёма на занятиях, ссылаясь на тренировки.

## Профессиональная клубная карьера

### Начало карьеры. «Спартак»
В возрасте 15 лет Артём Безродный принял участие в турнире «Переправа» среди юношей 1978—1979 годов рождения и был признан лучшим полузащитником турнира. Им заинтересовались представители «Нанта» и амстердамского «Аякса», который хотел его видеть в своём составе вместе с Андреем Демченко. Также Артём приглашался на просмотр бельгийскими и немецкими клубами, но его не отпускал за границу отец, настаивая на том, что Артёму лучше туда ехать, когда он уже сформируется как игрок. Московский ЦСКА пригласил Безродного на просмотр вместе с другими игроками из спортинтерната — Валентином Лемзяковым и Игорем Блохиным, и 15-летний Артём приехал в Москву, где проживал на базе ЦСКА и участвовал в тренировках. Отец футболиста, друг тренера московского «Спартака» Вячеслава Грозного, уговорил того провести просмотр Артёма в этом клубе. Грозный подошёл к Безродному в день подписания контракта с ЦСКА и уговорил на просмотр в «Спартаке», который уже интересовался хавбеком. Просмотр проходил в виде игры в спортивном манеже в Сокольниках, в этом матче Безродный забил гол и дважды обыграл Виктора Онопко, который после третьей обводки ударил молодого игрока по ногам, но после игры извинился. В дальнейшем Вячеслав Грозный всячески помогал Безродному адаптироваться в команде.
После удачного просмотра Безродный провёл одну тренировку с дублем «Спартака», а затем стал тренироваться с основным составом. Первоначально физические нагрузки основного состава команды давались тяжело, и Безродный начал сезон в дубле, где оказался самым молодым, за что получил прозвище «Малый». Параллельно тренировкам в «Спартаке» Безродный получал школьное образование, обучаясь в сельской школе около базы в Тарасовке. Впервые на игру с основным составом футболиста взяли на матч с «Черноморцем», а затем всё чаще вызывали на игры основы, но оставляли на скамье запасных. В возрасте 17-ти лет Безродный дебютировал в Лиге чемпионов: это произошло 6 марта 1996 в матче 1/4 финала «Нант» — «Спартак» (2:0), когда Безродный вышел на замену вместо травмировавшегося Ильи Цымбаларя. В том же году он стал с командой чемпионом России, сыграв в чемпионате 10 матчей, среди которых был и «золотой матч» с «Аланией».
В молодом составе, тренером которого в 1996 году был Георгий Ярцев и который называли «пионерским отрядом Ярцева», Артём Безродный и Вадим Евсеев появились первыми: после них в команде дебютировали Александр Ширко, Константин Головской, Владислав Дуюн и Алексей Мелёшин. По словам самого Безродного, в составе команды особое впечатление на него произвёл ветеран клуба Сергей Горлукович, который в игре против «Ростсельмаша» в самом конце сравнял счёт со штрафного.

### Аренда в «Байере»
В 1997—1998 годах Безродный выступал за немецкий клуб «Байер 04» на правах аренды. Причиной перехода стал конфликт с главным тренером московского клуба Олегом Романцевым на заключительном сборе в Турции. Как позже объяснял сам Безродный, конфликт был вызван тем, что руководство требовало от него и Максима Деменко, находившегося в клубе на просмотре, подписания незаполненных бланков контрактов. Когда Безродный задал вопрос о целесообразности этого, Романцев устроил ему и Деменко разнос, заявив, что они не имеют права диктовать условия. В результате этого конфликта Безродный и Деменко покинули расположение команды и уехали в Москву, а вице-президент клуба Григорий Есауленко сообщил Артёму, что тому предстоит переход в Германию.
В Германию Артём приехал, не имея серьёзного опыта игры и не зная немецкого языка. Ещё до первой официальной игры в составе «Байера» он получил травму и долго восстанавливался, а затем в первом же матче за молодёжную команду сломал ногу сопернику и получил восьмиматчевую дисквалификацию. После завершения сроков дисквалификации Безродный был отправлен из молодёжной команды в юниорскую, но дважды отказался там выступать, из-за чего тренер «Байера» сказал, что такой игрок клубу не нужен. Однако затем Безродный извинился перед тренером и вновь стал играть за дубль «Байера», которому помог выиграть Кубок земли Северный Рейн-Вестфалия.
Ближе к концу пребывания в Леверкузене, по словам Безродного, у него «всё пошло очень хорошо» в игровом плане, хотя он не сыграл и десятка встреч. По окончании сезона 1997/1998 Безродный, будучи в Германии, узнал об отъезде Дмитрия Аленичева в «Рому» и принял решение вернуться в «Спартак», несмотря на предложение от «Байера» о продлении контракта. По словам менеджера клуба Ильи Кенцига, Безродный скучал по родине и друзьям, что отражалось на его выступлениях. Уже после его возвращения в «Спартак» и очных встреч «красно-белых» с «Байером» в Лиге чемпионов руководство немецкой команды заговорило о том, что их отказ от Безродного стал ошибкой.

### Возвращение в «Спартак»
После личной беседы Артём Безродный и Олег Романцев примирились и решили забыть прошлый конфликт, а сам Романцев сказал игроку буквально следующее: «Аленичев уезжает в „Рому“. Возвращайся и доказывай своё право на место». В 1999 году Безродный принял участие в финале Кубка чемпионов Содружества против киевского «Динамо», в котором «Спартак» победил 2:1 — за «динамовцев» тогда играли Сергей Ребров, Андрей Шевченко, Каха Каладзе, Валентин Белькевич и Александр Хацкевич. Он же сыграл в первом туре чемпионата России того сезона против «Алании» (победа 1:0), выйдя на 59-й минуте вместо Ильи Цымбаларя, а уже в матче 2-го тура против самарских «Крыльев Советов» играл с первых минут, оформив дубль и принеся команде победу со счётом 3:0. Позже Безродный получил травму и восстановился только к началу второго круга чемпионата России: его возвращение состоялось в игре против ЦСКА, когда он заменил Виктора Булатова и оформил дубль, принеся команде победу 4:0. Сначала на 79-й минуте после комбинации Александра Ширко и Робсона Безродный нанёс удар в дальний угол, а на 83-й минуте после голевой передачи от Егора Титова переиграл вратаря ЦСКА. После этой игры он стал стабильно выступать в основном составе, и его стали считать одним из самых талантливых и перспективных игроков в России — «Спорт-Экспресс», в частности, называл перспективной связку Булатов—Безродный. 21 сентября 1999 года в матче Лиги чемпионов УЕФА против пражской «Спарты» Безродный забил свой первый гол в этом турнире: через 2 минуты и 15 секунд после своего выхода на поле на замену Безродный сравнял счёт во встрече. По словам второго тренера «Спарты» Вячеслава Лавички, который за несколько дней до лигочемпионской встречи посетил матч спартаковцев с нижегородским «Локомотивом», именно Безродный представлял наибольшую опасность для чешского клуба. В том розыгрыше Лиги чемпионов Безродный забил 4 мяча и занял второе место в рейтинге бомбардиров клуба, уступив первенство Андрею Тихонову с 5 мячами. По итогам чемпионата России 1999 года в его активе было 19 матчей и 5 забитых голов.
В конце 1999 года Безродный, отдыхая в Таиланде, заработал растяжение паха, в связи с чем на сборе в Израиле в январе 2000 года занимался по индивидуальной программе, а не в общей группе. Матчи Кубка Содружества в том же январе он пропустил из-за проблем с приводящей мышцей бедра, однако к февральским сборам в турецком городе Гёйнюк уже был готов. Окончательно от последствий перенесённых травм он восстановился только к маю 2000 года, выйдя на поле в матче 10-го тура чемпионата России против московского «Динамо» — Безродный вышел в стартовом составе в нападении, расположившись чуть-чуть позади Максима Бузникина, а в перерыве уступил место бразильцу Робсону. Играя на позиции форварда, свой первый гол в сезоне Безродный забил лишь в матче 21-го тура против «Ротора», хотя диктор на стадионе заявил, что мяч Безродного был забит Максимом Калиниченко. В розыгрыше Лиги чемпионов УЕФА сезона 2000/2001 в стартовом матче первого группового этапа против «Байера» Безродный забил второй гол своей команды с передачи Маркао, принеся «Спартаку» победу 2:0. 6 сентября 2000 года в матче 24-го тура чемпионата России против «Динамо» Безродный на 54-й минуте вышел на замену вместо Максима Калиниченко, а на 70-й минуте забил уникальный для себя гол головой — «Спартак» в итоге победил 4:2.
После гостевого лигочемпионского поражения от мадридского «Реала» Олег Романцев объявил об уходе из команды Андрея Тихонова, что стало шоком для футбольных болельщиков. В то же время для Безродного это был шанс занять ту позицию на левом фланге полузащиты, которую прежде в команде занимал Тихонов, и это случилось в следующем лигочемпионском матче — домашней встрече против «Спортинга», которая завершилась победой москвичей 3:1. 29 октября 2000 года, в 28-м туре чемпионата России «Спартак» одержал важную победу над «Зенитом» со счётом 2:1, а победный гол забил Безродный. Этот гол был забит на 91-й минуте и в течение почти трёх лет был самым «поздним» победным голом «Спартака» в чемпионатах России — единоличное достижение Безродного повторил 7 августа 2003 года Роман Павлюченко, забив на этой же 91-й минуте победный гол в матче 20-го тура против «Ростова» и принеся команде победу со счётом 3:2. По итогам 2000 года Безродный набрал два очка в опросе «Спорт-Экспресса» на звание лучшего футболиста в России, получив их от Геннадия Поповича, который включил в список трёх лучших футболистов России Безродного, поставив его при этом на второе место. Победителем этого опроса стал Егор Титов, которого Безродный поставил в своём рейтинге на первое место. Всего в том году он провёл 13 матчей в чемпионате России (9 в стартовом составе), забив в них 3 гола, и 8 игр в Лиге чемпионов, забив один гол.

### Травмы в 2001—2002 годах
В январе 2001 года на сборах в Израиле у Безродного после прыжковых упражнений врачи диагностировали воспаление околосухожилийного пространства. Он и ещё двое игроков, получивших повреждения — Максим Калиниченко (воспаление околосухожилийного пространства) и Михаил Куприянов (разрыв сосуда и гематома) — должны были после соответствующего лечения восстановиться к 3 февраля. 27 февраля в ходе матча молодёжной сборной России против сверстников из Греции, проходившего на Крите (победа Греции 2:0), Безродный почувствовал боль и был заменён: врачи обнаружили у него проблемы с правым ахиллом, хотя боль он ощущал ещё на тренировке. Из-за этого ему пришлось пропустить матч второго группового этапа Лиги чемпионов против «Арсенала». В общую группу Безродный вернулся в канун лигочемпионского матча против «Лиона», хотя ещё не выздоровел до конца к тому моменту. В матче 14 марта, который стал последним для «Спартака» в еврокубках в этом сезоне, Безродный вышел на 53-й минуте вместо захромавшего Дмитрия Парфёнова, но ничем не запомнился. 18 марта он сыграл первый матч в чемпионате России 2001 года против новороссийского «Черноморца», состоявшийся в рамках 2-го тура, а в канун игры 3-го тура против ЦСКА у Безродного возникли проблемы с правым голеностопом, из-за чего он пропустил ещё ряд игр «Спартака» и смог приступить к работе с мячом только после матча 6-го тура против «Торпедо-ЗИЛ». По собственным словам, Безродного в течение трёх месяцев преследовали проблемы и с ахиллами, и с икроножной мышцей.
В июне 2001 года Безродный перенёс операцию в немецкой клинике доктора Пфайфера, где проходил длительный курс лечения, и вернулся в Россию 9 июня, приступив к тренировкам в общей группе в середине месяца, перед матчем 14-го тура чемпионата России против «Локомотива». Проведённый против «железнодорожников» матч стал только вторым для Безродного в чемпионате России 2001 года. Вскоре после игры против новороссийского «Черноморца» игрок перенёс операцию по удалению фурункула на голеностопе, вернувшись в общую группу перед матчем 17-го тура — дерби с ЦСКА. В самом дерби Безродный не вышел на поле, а вместо подготовки к матчу 18-го тура против «Ротора» остался долечивать в течение двух недель воспаление ахилла. В сентябре 2001 года Безродный после процедуры восстановления приступил к тренировкам в клубе: в матче 1-го тура первого группового этапа против «Спарты», завершившемся поражением московского клуба со счётом 2:0, он отметился только стычкой с Юрием Ковтуном перед тем, как Либор Сьонко забил первый гол чешского клуба. После очередного повреждения в канун матча 2-го тура против «Фейеноорда» Безродный вернулся в расположение основного состава «красно-белых», сыграв также и в домашнем матче 3-го тура против «Баварии», который «спартаковцы» проиграли со счётом 1:3 — по мнению газеты «Спорт-Экспресс», игра Безродного против «Баварии» не соответствовала уровню Лиги чемпионов. Ответную гостевую встречу против «Баварии» в 4-м туре («Спартак» проиграл её со счётом 1:5) Безродный пропустил из-за обострения проблем с ахиллом. Всего в 2001 году Безродный провёл 6 матчей в чемпионате России за «Спартак», забив один гол и отдав две голевые передачи.
Безродный восстановился от очередного повреждения ахилла лишь к январю 2002 года, заявляя в интервью ряду спортивных изданий о своих намерениях вернуться в основной состав «Спартака». На состоявшемся в том же месяце турнире Efes Pilsen в Турции он принял участие во встрече против «Галатасарая» (победа москвичей 2:1), но играл не в полную силу, поскольку не набрал игровые кондиции. По ходу подготовки к стартовому матчу чемпионата России против «Шинника» врачи рекомендовали ему не играть на искусственном покрытии. 27 мая в канун чемпионата мира на сборах в Турции он сыграл контрольный матч против «Шинника», в котором ярославцы разнесли «Спартак» 4:0 — он вышел уже на поле на первой минуте вместо Павла Погребняка, уступив на 31-й минуте место Александру Шешукову. Во время чемпионата мира он провёл 18 июня контрольный матч в составе «Спартака» против «Ростсельмаша» (поражение 1:3), но получил очередную травму и провёл следующую игру только в августе, выйдя на поле в матче дублёров «Спартака» и «Алании». В том же году президентом «Спартака» Андреем Червиченко Безродному была урезана заработная плата, а сам игрок, с его слов, ещё и попал в том году в автокатастрофу. Осенью он участвовал в первом групповом этапе Лиги чемпионов УЕФА, сыграв в 3-м туре против «Ливерпуля» (поражение 1:3) — по оценке «Спорт-Экспресса», только во втором тайме Безродный начал активно действовать. Последний матч в 2002 году он сыграл в Лиге чемпионов против «Валенсии», который завершился разгромным поражением «красно-белых» со счётом 0:3.

### Уход из «Спартака»
В январе 2003 года пошли слухи о возможном уходе Безродного из «Спартака»: сообщалось о попытке обмена Безродного на игрока киевского «Динамо» Владислава Ващука, однако киевляне опровергли слухи о трансфере, заявив, что у Ващука действующий контракт до 30 июня 2004 года. Все слухи о своём уходе Безродный отрицал, утверждая, что ему важно восстановиться после полученных им травм и вернуться в команду, а также попытаться пробиться в национальную сборную России. Однако, по его словам, перед игрой чемпионата России против ЦСКА, назначенной на 6 апреля 2003 года, его вызвал к себе президент клуба Андрей Червиченко и заявил, что Олег Романцев принял решение расстаться с игроком, поскольку тот ему якобы не был нужен. Позже выяснилось, что Романцев подобного не говорил вообще. В итоге «Спартак» потерпел поражение от ЦСКА со счётом 2:3, а 7 апреля, на следующий день после матча было объявлено, что Безродный выставлен на трансфер — причинами были названы отношение Артёма к делу, которое не нравилось руководству клуба, и исчерпанный вотум доверия.
За Безродного «Спартак» выставил большую цену, однако никто из клубов не согласился принять к себе игрока, который очень долго не играл, и в итоге Артём уехал в Сумы, где индивидуально работал дома и провёл пару тренировок с сумским «Спартаком», в котором тренером работал один из знакомых Безродного. Ещё до ухода Романцева из клуба Безродный вернулся в Москву и переговорил со спортивным директором «Спартака» Александром Шикуновым, который посоветовал ему готовиться в распоряжении клуба, и Безродный стал играть за дубль, одержав победы в первых двух матчах с дублёрами. Под руководством преемника Олега Романцева, Андрея Чернышова, он сыграл только один матч в чемпионате России против «Ротора», выйдя в компенсированное время на поле. Остальное время он проводил в дубле «красно-белых», причём преемник Чернышова, Невио Скала, почти не работал с самим игроком. После ряда сумбурных встреч и невнятных указаний Безродный окончательно покинул «Спартак» во время зимних сборов, состоявшихся в начале 2004 года.
Безродный позже утверждал, что причиной ухода из клуба стали его плохие отношения с новым главой «Спартака» Андреем Червиченко. Так, после одного из матчей в 2000 году команда поехала в ресторан отмечать успех, и за стол к Безродному сел Червиченко, который начал ругаться в адрес футболиста и угрожать ему. Игрок обвинял Червиченко в том, что он чуть не уничтожил «Спартак», а позже похожие события стали разворачиваться и в клубе «Химки». «Химки» после ухода Безродного из «Спартака» проявляли к нему интерес, однако он отклонил их предложение. Ещё одна претензия Безродного к Червиченко носила личный характер: в течение года Безродный не получал зарплату, и спортивный директор Александр Шикунов распорядился сам выдать игроку треть зарплаты за три месяца, однако в бухгалтерии ему заявили, что Червиченко распорядился ничего не выдавать. По словам Артёма, после этого он опустил руки, и в его адрес посыпались обвинения в нарушениях режима.
Всего за свою карьеру в «Спартаке» Безродный сыграл 88 матчей и забил 16 голов, из которых — 55 матчей и 10 голов в чемпионате России.

### «МКТ-Араз» и скандальный уход
В начале 2004 года Безродного пригласили на просмотр в «Амкар»: хотя изначально клуб предложил игроку остаться, в итоге пермяки от него отказались. В апреле 2005 года Безродный был приглашён в азербайджанский клуб «МКТ-Араз»: заключив с клубом контракт на год, он сыграл всего 4 матча в чемпионате Азербайджана, отыграв полностью только первый из них. В мае он покинул расположение команды по неизвестным причинам, и в июле клуб пригрозил подать в ФИФА жалобу на игрока. Однако в конце месяца тот вышел на связь с руководством «Араза», и жалобу отозвали. Контракт игрока с клубом истёк тем же летом. Разные источники утверждали, что причиной ухода Безродного из «Араза» могли стать проблемы с наркотиками, срочная служба в российской армии или даже пристрастие Безродного к алкоголю — ходили слухи, что его вместе с другим игроком «Араза» Борисом Карасёвым обнаружили пьяным на имишлинском кладбище. Позже Безродный опроверг все эти сведения, заявив, что материал о нём и Карасёве мог иметь «заказной характер».
По словам самого Артёма, его переход в «Араз» сопровождался множеством проблем — человек, организовавший трансфер Артёма, обманул его насчёт условий выступлений. В частности, Артёма уверяли, что клуб базировался в Баку, в то время как реальным местом был город Имишли, который Безродный назвал «каким-то аулом», где мужчинам запрещалось ходить в шортах даже в 50-градусную жару. По ночам он часто слышал звуки стрельбы и видел в небе трассирующие пули. В какой-то момент «Араз» разрешил Безродному отлучиться на родину, чтобы тот забрал жену из Сум, но из-за проблем с загранпаспортом игрок не смог вернуться в Азербайджан. Представители клуба не приняли эти объяснения и лично поехали в Сумы выяснять отношения с Безродным: он не рассказывал подробностей, но сказал, что проблему удалось решить. По заявлению бывшего игрока «Араза» Шахрияра Гасанова, Безродный должен был получить по контракту 105 тысяч долларов, однако ему достались только 40 тысяч, а 65 пошли «в карман руководителей клуба» — это и стало причиной окончательного ухода Безродного из команды.

## Исчезновение. Переход в любители
После ухода из «Араза» Безродный пропал из поля зрения прессы, и с ним оборвалась связь. О судьбе Безродного ходили разные слухи: по разным версиям, он мог проживать в Азербайджане или скрываться от кредиторов; утверждали, что игрок попросту спился или даже умер. По словам Максима Калиниченко, среди друзей Безродного могли быть сомнительные личности, которым было по силам «высосать» здоровье и финансы игрока, а сам Калиниченко даже хотел обратиться в программу «Жди меня».
В феврале 2010 года Безродный впервые за долгое время вышел на связь и дал интервью газете «Советский спорт», раскрыв малоизвестные эпизоды своей биографии. По словам Артёма, отсутствие новостей о нём с 2005 года было связано с тем, что с ним не выходили на связь журналисты, и сам он никого не искал. Свой уход из профессионального футбола он объяснял многочисленными травмами, особенно повреждением ахиллова сухожилия, которое не могли залечить врачи. Он уверял, что только с помощью народных средств к 2009 году сумел избавиться от болей в ахилловых сухожилиях. По его словам, он пил травяные настойки и много бегал по снегу и льду в течение года, прежде чем боли перестали его беспокоить. Для поддержания формы он играл в мини-футбол, посещал тренажёрный зал и бассейн. По словам президента федерации футбола Сумской области Андрея Прохоровича, Безродный зарабатывал на жизнь исключительно футболом, играя в любых первенствах и на любые призы.
Будучи любителем, он играл в первенстве Сумской области за команду «Автолюкс», а также тренировался с сумским «Спартаком». В то же время он не мог играть за «Спартак» из-за запрета на легионеров в низших лигах первенства Украины. Зимой 2009/2010 он приглашался на сборы сочинской «Жемчужины», но после смены менеджмента в этом клубе на сборы вызван не был, и контакт с командой был прекращён. 17 марта 2010 года он стал игроком оренбургского «Газовика», но 16 апреля после предсезонного цикла его контракт с клубом был разорван, и в заявку клуба на первенство в зоне «Урал-Поволжье» Второго дивизиона ПФЛ 2010 года он не попал. В последующие годы Безродный выступал на любительском уровне за разные клубы Сумской области — команды «Автолюкс» (Сумы), «Велетень» (Глухов), «Спартак-Сумстрой» (Сумы), «Кобра» (Сумы) и «Альянс» (Липовая Долина). До последних дней Безродный отвергал тот факт, что его профессиональная карьера не может быть возобновлена и выражал желание поехать на сборы с хорошей командой (возможно, из российской Премьер-Лиги) и показать свои возможности. Во время выступлений за сумские клубы он отметился победой в Кубке Сум и призом лучшего игрока турнира, но не считал это достижение серьёзным по сравнению с тем, чего добился в московском «Спартаке».
«Альянс» стал его последним клубом в карьере любителя: главный тренер этой команды Николай Клюс сообщил, что в августе 2016 года Безродный пришёл к ним в канун второго этапа областных соревнований в Первой лиге, а о самом игроке он отзывался высоко, называя его «единственным таким в регионе». Последний матч за «Альянс» Безродный провёл против клуба «Нефтяник-2» (дубль клуба «Нефтяник-Укрнафта») в субботу 10 сентября 2016 года, отыграв весь матч без единой жалобы — матч завершился победой «Альянса» со счётом 3:1.

## Выступления за сборные
После подписания контракта со «Спартаком» Артём Безродный стал получать приглашения в юношескую сборную России, а начальник клуба Валерий Жиляев вручил ему на базе российский паспорт. В 1999 году он сыграл 7 матчей за молодёжную сборную России U-21, выступавшую тогда в статусе олимпийской сборной — в том числе 6 матчей в отборочном цикле к молодёжному чемпионату Европы 2000 года, и забил 3 гола в этих матчах. В том же году он сыграл первую и единственную игру в составе основной сборной России: в рамках отборочного цикла к чемпионату Европы 2000 года он участвовал в гостевом матче 8 сентября 1999 года против сборной Андорры, завершившемся трудной победой россиян со счётом 2:1, и вышел на замену за 26 минут до конца встречи. Комментируя свой дебют и игру сборной в интервью газете «Спорт-Экспресс», Безродный сказал, что, несмотря на волнение, он сумел влиться в игру сборной, а играть против оборонявшейся всем составом Андорры было сложно; к тому же, в тот вечер у россиян очень многое не получалось в атаке.
В 2000 году Безродный сыграл ещё шесть встреч за молодёжную сборную России (в том числе матч против дубля московского «Динамо»), не отметившись забитыми мячами, а в 2001 году — пять матчей (в том числе матчи против клубов «Тюмень» и «Орёл»), забив гол в ворота сборной Швейцарии. По ходу матча против Швейцарии россияне вели 3:1, однако упустили победу, сведя встречу вничью 3:3 и лишившись шансов продолжить борьбу за выход на чемпионат Европы 2002 года. Они вместе с Болгарией стали двумя худшими командами, не попавшими в стыковые матчи (у россиян оказались даже худшие показатели среди всех сборных, занявшие вторые места в группах).
В связи с тем, что Безродный был заигран за сборную России и получил российское спортивное гражданство, в будущем он уже не смог играть за сумский «Спартак», поскольку ему по регламенту запрещалось приглашать иностранцев.
| Матчи Безродного за молодёжную сборную России | Матчи Безродного за молодёжную сборную России | Матчи Безродного за молодёжную сборную России | Матчи Безродного за молодёжную сборную России | Матчи Безродного за молодёжную сборную России | Матчи Безродного за молодёжную сборную России | Матчи Безродного за молодёжную сборную России |
| --------------------------------------------- | --------------------------------------------- | --------------------------------------------- | --------------------------------------------- | --------------------------------------------- | --------------------------------------------- | --------------------------------------------- |
| №                                             | Дата                                          | Оппонент                                      | Счёт                                          | Голы Безродного                               | Соревнование                                  |                                               |
| 1                                             | 27 марта 1999                                 | Армения                                       | 2:0                                           | 1                                             | Молодёжный Евро-2000 (отборочный турнир)      |                                               |
| 2                                             | 18 мая 1999                                   | Беларусь                                      | 2:1                                           | -                                             | Товарищеский матч                             |                                               |
| 3                                             | 5 июня 1999                                   | Франция                                       | 0:2                                           | -                                             | Молодёжный Евро-2000 (отборочный турнир)      |                                               |
| 4                                             | 9 июня 1999                                   | Исландия                                      | 3:0                                           | 1                                             | Молодёжный Евро-2000 (отборочный турнир)      |                                               |
| 5                                             | 4 сентября 1999                               | Армения                                       | 6:0                                           | 1                                             | Молодёжный Евро-2000 (отборочный турнир)      |                                               |
| 6                                             | 9 октября 1999                                | Украина                                       | 2:0                                           | -                                             | Молодёжный Евро-2000 (отборочный турнир)      |                                               |
| 7                                             | 13 ноября 1999                                | Словакия                                      | 0:1                                           | -                                             | Молодёжный Евро-2000 (отборочный турнир)      |                                               |
| 8                                             | 31 мая 2000                                   | Словакия                                      | 1:3                                           | -                                             | Товарищеский матч                             |                                               |
| 9                                             | 3 июня 2000                                   | Швеция                                        | 0:1                                           | -                                             | Товарищеский матч                             |                                               |
| 10                                            | 16 августа 2000                               | Франция                                       | 1:1                                           | -                                             | Товарищеский матч                             |                                               |
| 11                                            | 1 сентября 2000                               | Швейцария                                     | 1:3                                           | -                                             | Молодёжный Евро-2002 (отборочный турнир)      |                                               |
| 12                                            | 7 октября 2000                                | ФК Динамо-д (Москва)                          | 3:0                                           | -                                             | Товарищеский матч                             |                                               |
| 13                                            | 11 октября 2000                               | Люксембург                                    | 2:0                                           | -                                             | Молодёжный Евро-2002 (отборочный турнир)      |                                               |
| 14                                            | 27 февраля 2001                               | Греция                                        | 0:2                                           | -                                             | Товарищеский матч                             |                                               |
| 15                                            | 20 марта 2001                                 | ФК Тюмень                                     | 1:0                                           | -                                             | Товарищеский матч                             |                                               |
| 16                                            | 24 марта 2001                                 | Словения                                      | 0:0                                           | -                                             | Молодёжный Евро-2002 (отборочный турнир)      |                                               |
| 17                                            | 2 октября 2001                                | ФК Орёл                                       | 1:0                                           | -                                             | Товарищеский матч                             |                                               |
| 18                                            | 5 октября 2001                                | Швейцария                                     | 3:3                                           | 1                                             | Молодёжный Евро-2002 (отборочный турнир)      |                                               |

Итого: 18 матчей / 4 гола; 9 побед, 3 ничьи, 6 поражений.
| Матчи Безродного за сборную России | Матчи Безродного за сборную России | Матчи Безродного за сборную России | Матчи Безродного за сборную России | Матчи Безродного за сборную России | Матчи Безродного за сборную России |
| №                                  | Дата                               | Оппонент                           | Счёт                               | Голы Безродного                    | Соревнование                       |
| ---------------------------------- | ---------------------------------- | ---------------------------------- | ---------------------------------- | ---------------------------------- | ---------------------------------- |
| 1                                  | 8 сентября 1999                    | Андорра                            | 2:1                                | —                                  | Отборочные матчи ЧЕ-2000           |

Итого: 1 матч / 0 голов; 1 победа, 0 ничьих, 0 поражений.

## Стиль игры

### Позиция
Безродный выступал на позиции левого полузащитника, которая предполагала большой объём работы без мяча и нацеленные передачи в штрафную, а также не оставляла много места для импровизации. В «Спартаке» он был известен как скоростной и техничный игрок, умевший реализовывать голевые моменты. У него выделяли незаурядную технику, скорость, дриблинг и хороший удар с левой ноги, причём бить точно и мощно он мог с любого расстояния. Артём утверждал, что закладывал основу своей игры ещё в детстве, когда по утрам ровно в 5 часов выходил во двор и бил по мячу, а к шести часам приходил на занятия по акробатике. Благодаря тренировкам по акробатике у него развилась координация движений, пригодившаяся ему в матчах. В начале своей карьеры за «Спартак» он отчаянно пытался уцепиться за любой шанс пробиться к воротам противника, не проявляя суетливость и в то же время будучи уверенным в себе. В матчах он также смело вступал в единоборства.
По оценке Вячеслава Грозного, некоторые элементы игры, над которыми игроки должны были работать достаточно долго и упорно, у Безродного получались естественным образом, крайне легко — начиная от ударов и заканчивая обыгрышей один в один, хотя значительную часть своих игровых элементов Безродный выполнял за счёт левой ноги, а не правой. Артём вписывался в атакующий стиль игры «Спартака», хотя в обороне отрабатывал чуть похуже, а оттачивать навыки на правой ноге он не стремился, считая, что ему намного легче сделать что-либо с помощью левой. Согласно мнению того же Грозного, по манере игры Безродный был схож с такими игроками, как Арьен Роббен, Франк Рибери и Анхель ди Мария. В то же время он проигрывал Андрею Аршавину по стартовой скорости, а психологически не был таким максималистом, как тот же Аршавин. Администратор клуба Александр Хаджи отмечал, что Безродный хорошо видел поле и мог эффективно играть в пас. В некоторых матчах ему приходилось в течение 15 минут бегать по флангу, не касаясь при этом ни разу мяча. У «спартаковских» болельщиков иногда с трибун звучала кричалка «Пот врагов прошиб холодный — вновь с мячом Артем Безродный!»
Несколько раз Безродному приходилось играть и на правом фланге. В частности, в матче 2-го тура чемпионата России 2001 года против новороссийского «Черноморца» он вышел на позицию правого полузащитника: не преуспев в атаке, Артём неплохо отработал в обороне, действуя против Манука Какосьяна. Уже в домашней игре за молодёжную сборную России против словенцев в рамках отбора на чемпионат Европы 2002 года Безродный снова сыграл на позиции правого полузащитника, однако не справился со своими обязанностями и вынужден был перейти по ходу матча на свой левый фланг. Романцев считал Безродного подходящей кандидатурой на место универсала, способного уверенно сыграть в средней линии поля и в атаке, а в 2003 году Безродный, по собственным словам, вынужден был отойти от роли «подыгрывавшего лидерам» и приложить усилия, чтобы самому стать «лидером».
По мнению Егора Титова, высказанному после сезона 1997/1998, при своих талантах Артём Безродный не мог часто попадать в основной состав команды, поскольку на левом фланге полузащиты его место занимал Андрей Тихонов, а в центре играли Титов с Ильёй Цымбаларём. Только после ухода Тихонова из команды Безродный воспользовался своим шансом, выйдя на позиции левого полузащитника в лигочемпионской игре против «Спортинга» 28 сентября 2000 года, хотя ещё в октябре 1999 года после ухода Цымбаларя из сборной Романцев уверял, что Цымбаларь проиграл конкуренцию как раз молодому Безродному — Артём, по его мнению, тогда лучше смотрелся под нападающими. Позже Тихонов утверждал, что помощник Романцева Вячеслав Грозный выбил самого Тихонова, чтобы протолкнуть в состав Артёма Безродного и Максима Калиниченко. Сам Грозный относился к сказанному Тихоновым с иронией, поскольку считал, что Тихонов всячески стимулировал Безродного и Калиниченко бороться за место в основном составе и составлять ему конкуренцию. В клубе Безродного и Калиниченко стали даже называть «детьми Грозного».

### Травмы
Полностью раскрыться футбольному таланту Безродного во многом помешали многочисленные травмы: так, из-за проблем с ахилловыми сухожилиями на обеих ногах Безродный с самого начала 2001 года тренировался преимущественно по индивидуальной программе. Иногда он дёргал мышцу на ровном месте, а иногда выходил играть на уколах. В интервью за март 2003 года он утверждал, что травмы преследовали его достаточно долго, и ему с большим трудом удавалось после восстановления вернуться в состав. Однако, в конце концов, всё это привело к тому, что уже в 23 года Безродный фактически лишился возможности играть на профессиональном уровне. В интервью «Советскому спорту» в 2010 году Безродный говорил, что во время игр за любительские клубы Сумской области сумел набрать нужные физические кондиции со своим весом 74 кг, однако качество полей в Сумах было настолько ужасным, что врача «Спартака» Юрий Васильков бы никогда ему не разрешил на них тренироваться.
По мнению самого же Василькова, бег Безродного был семенящим, «не от бедра», и больше подходил для легкоатлетов, чем для футболистов. При таком беге особенно сильно нагружались стопы, в том числе ахилловы сухожилия — предполагалось, что на детско-юношеском уровне были упущены определённые моменты в физической подготовке игрока. Решить возникшую проблему с болью в ахилловых сухожилиях можно было только при строгом соблюдении режима, полном покое на выходных и правильном восстановлении. Безродный же постоянно куда-то уезжал на выходных, вследствие чего все попытки реабилитации терпели неудачу. У него наблюдалась хроническая нестабильность суставов, а хирургическое вмешательство считалось в таком случае рискованным. Версия Вячеслава Грозного о травмах Безродного сводилась к тому, что поскольку Артём до футбола серьёзно занимался гимнастикой, ему приходилось задействовать другие группы мышц, и при смене вида спорта эти мышцы могли начать отказывать и чаще рваться во время футбольных матчей. Сам Безродный неоднократно переживал из-за травм и пытался узнать у Грозного, что же могло привести к ним.
В какой-то момент, по словам Василькова, Артём уже понял, что не может поддерживать высокий уровень игры. Сам Безродный в своём последнем прижизненном интервью за 2016 год утверждал, что прошёл огромное количество курсов лечения и реабилитации, обращался к массе специалистов, однако никто ему не смог помочь — после некоторых матчей его ахиллы были чёрными или «их не было вообще». Однажды ему и вовсе пришлось ползти на коленях в туалет. Ещё одной особенностью Безродного было то, что он получал очень много травм во время отпусков.

### Дисциплина
Безродный называл изолированность и дисциплину факторами, важными для успешного спортсмена. Однако, по мнению администратора «Спартака» Александра Хаджи, он не отдавался полностью футболу и не стремился повысить свой уровень и сравняться по мастерству с Егором Титовым, Андреем Тихоновым или Дмитрием Аленичевым. Помощник Олега Романцева Вячеслав Грозный говорил, что Безродный не реализовал свой потенциал в футболе больше, чем на 50 %, поскольку не стремился прогрессировать — Безродный мог думать, что сможет добиться в футболе абсолютно всего, не переходя в европейский клуб наподобие «Реала». Врач «Спартака» Васильков подтверждал, что дисциплина и несобранность были серьёзными проблемами Безродного — даже в его гостиничном номере иногда наблюдался бардак. Попытки тренерского штаба заставить Безродного соблюдать дисциплину постоянно проваливались: на выходных он не отдыхал, а больше развлекался. Однако при всех своих недостатках Артём, по словам Василькова, не был злым человеком. Хаджи также говорил, что Безродный не был картёжником или выпивохой, но производил впечатление «этакого Гавроша».
По мнению Грозного, уровень Безродного мог упасть не только из-за постоянных травм, но и из-за снижения требовательности игрока к себе: при этом Вячеслав Викторович утверждал, что Безродный никогда не совершал «чего-то откровенно отрицательного», а серьёзных нарушений режима за ним не числилось. Происходившие с ним курьёзы и чрезвычайные ситуации он считал не более чем совпадениями, однако Артём сильно из-за этого переживал. В то же время сам Романцев называл Безродного ершистым и талантливым игроком, но неуправляемым человеком — он утверждал в 2009 году, что неоднократно проводил с ним воспитательные беседы, но ничего не добился. Так, Романцев уверял, что Безродный однажды пропустил тренировку, сославшись на то, что у него заболела мать — игроку якобы позвонили из Сум с просьбой срочно приехать. Однако мать Артёма уверяла, что не звонила ему, а через два дня после пропущенной тренировки выяснилось, что Безродный купил машину и решил на ней прокатиться в Сумы. Безродный искренне удивлялся мнению Романцева, считая, что тот прекрасно разбирался в игроках и мог за 5-10 секунд определить, какого уровня перед ним игрок, а по словам Грозного, Романцев никогда не махал рукой на Артёма.
Говоря о немотивированных отлучках Безродного, спортивный директор клуба Александр Шикунов утверждал, что его от футбола отвлекали женщины и всякие развлечения, а футболист Александр Павленко рассказывал, что играл с Безродным в боулинг на деньги и что последнему везло в этой игре. Безродный отрицал подобные обвинения, утверждая, что будучи здоровым, всегда занимался в общей группе и в худшем случае мог опоздать на занятия, но не совершал злостных нарушений режима. По словам же Максима Калиниченко, раскрыться таланту Безродного помешали друзья, которым он никогда ни в чём не отказывал.

## Личная жизнь
Безродный был зарегистрирован в Сергиевом Посаде, а проживал в основном в Сумах с женой Витой — своей землячкой — и сыном Артёмом (родился в мае 2002 года). Со своей супругой он состоял в фактическом браке с 2000 года, но в последние годы жизни не жил с ней вместе. Также у него был брат Евгений, который, по словам Артёма, «неплохо разбирался в компьютерах». Своим лучшим другом он называл Максима Калиниченко: жена Максима Татьяна и жена Артёма Вита даже подружились. Немного говорил по-немецки. В свободное время он мог играть в карты с Сергеем Горлуковичем на базе клуба или выезжать на речку Клязьму на шашлыки — мясо для них покупали в Мытищах, куда ездили на электричке. По словам Артёма, его сын из-за небольших проблем со здоровьем не мог заниматься футболом.
От руководства клуба Безродный получил маленькую квартиру в пятиэтажном доме на Большой Спасской улице (рядом с Большой Сухаревской площадью)), из окон которой были видны три вокзала. В 2002 году она сгорела во время пожара: по словам Безродного, это произошло в тот день, когда он смотрел с трибун матч «Спартака» против ЦСКА. Возвращаясь домой, он встретил главную по подъезду, которая сказала, что в его спальне сгорел телевизор и что пожарные уже уехали. Когда игрок открыл дверь, то та упала, а открывшееся ему зрелище он позже описывал словами «чернь, вонь, вода». По словам самого Безродного, пожар вспыхнул из-за того, что сосед с нижнего этажа — «городской сумасшедший» — поджёг свой балкон, а пламя перекинулось на балкон квартиры Безродного. Его балкон был обит вагонкой, а там ещё лежала подшивка спортивных газет. Старшая по дому просила Безродного не подавать в суд на соседа, утверждая, что клуб поможет игроку с квартирой, однако от «Спартака» он не дождался помощи и вынужден был снимать жильё в Подмосковье, ежедневно проезжая 40 км туда и обратно на тренировки. Этим жильём была дача Станислава Черчесова с участком земли площадью 800—900 м²: от дачи до Тарасовки было 45 км, но на самой даче не было газа. Позже Безродный перепродал дачу.
Не будучи злым по характеру, Безродный был крайне неорганизованным человеком и попадал в разные комические и загадочные истории. По словам спартаковского врача Юрия Василькова, однажды Безродный уехал на родину в Сумы и оставил машину на стоянке, а по возвращении не обнаружил ни стоянки, ни машины. Об этом случае Дмитрий Парфёнов говорил, что Безродный оставил автомобиль на стоянке у вокзала, которую снесли в течение трёх недель. Также, по словам Парфёнова, когда Безродный в очередной раз пропал и объявился затем на тренировке в Тарасовке, Олег Романцев в шутку ему сказал: «Ты уж, пожалуйста, и завтра приходи на тренировку. Мы тоже все соберёмся». Мастер «Спартака» по ремонту спортивной обуви Вячеслав Зинченко рассказывал, что Безродный однажды без спроса сел за руль его автомобиля, стоявшего на базе клуба, и уехал на станцию за пивом, даже не предупредив хозяина об этом. Также Зинченко уверял, что пожар в квартире Безродного в 2002 году возник из-за того, что он попросту забыл выключить утюг или чайник.

## Смерть
Артём Безродный скончался в Сумах 13 сентября 2016 года, возвращаясь домой после утренней пробежки. Перед выходом из дома он сказал матери, что у него кололо в боку. Официально было объявлено, что причиной смерти стала остановка сердца, вызванная оторвавшимся тромбом. Врач «Спартака» Юрий Васильков заявил, что ранняя смерть Безродного шокировала его, поскольку при жизни у него никогда не было проблем с сердцем.
На церемонии прощания с Безродным присутствовали многие люди: среди них были игроки, с которыми он начинал заниматься в СДЮШОР, его брат Евгений, тренеры последнего в его карьере клуба «Альянс» Николай Клюс и Александр Мурашкин, главный тренер ПФК «Сумы» Сергей Страшненко и многие другие. После отпевания в соборе Безродный был похоронен в Сумах на Барановском кладбище.

## Клубная статистика
Статистика приводится по данным сайтов spartakmoskva.ru и footballfacts.ru
| Клуб             | Сезон     | Чемпионат | Чемпионат | Кубок | Кубок | Еврокубки | Еврокубки | Всего | Всего |
| Клуб             | Сезон     | Матчи     | Голы      | Матчи | Голы  | Матчи     | Голы      | Матчи | Голы  |
| ---------------- | --------- | --------- | --------- | ----- | ----- | --------- | --------- | ----- | ----- |
| Спартак (Москва) | 1996      | 10        | 0         | 0     | 0     | 5         | 0         | 15    | 0     |
| Байер 04 II      | 1997/1998 | 8         | 2         | 0     | 0     | 0         | 0         | 8     | 2     |
| Спартак (Москва) | 1999      | 19        | 5         | 0     | 0     | 8         | 4         | 27    | 9     |
| Спартак (Москва) | 2000      | 13        | 3         | 2     | 0     | 8         | 1         | 23    | 4     |
| Спартак (Москва) | 2001      | 6         | 1         | 0     | 0     | 5         | 0         | 11    | 1     |
| Спартак (Москва) | 2002      | 6         | 1         | 1     | 1     | 4         | 0         | 11    | 2     |
| Спартак (Москва) | 2003      | 1         | 0         | 0     | 0     | 0         | 0         | 1     | 0     |
| МКТ Араз         | 2005      | 4         | 0         | 0     | 0     | 0         | 0         | 4     | 0     |
| Всего за карьеру | 1996—2005 | 67        | 12        | 3     | 1     | 30        | 5         | 100   | 18    |

## Достижения

### Командные
«Спартак» (Москва)
- Чемпион России (4): 1996, 1999, 2000, 2001[62][99]
- Бронзовый призёр чемпионата России: 2002[62][99]
- Обладатель Кубка России: 2002/2003[62][99]

«Автолюкс» (Сумы)
- Серебряный призёр чемпионата Сумской области: 2009[101]

«Велетень» (Глухов)
- Обладатель Кубка Сумской области: 2013[102]

«Спартак-Сумстрой» (Сумы)
- Бронзовый призёр чемпионата чемпионата Сумской области: 2014[103]

### Личные
- В списках 33-х лучших футболистов России (левый полузащитник, № 3): 1999[104] и 2000[105]
- Лауреат премии «Стрелец»: 1999 (номинация «Надежда»)[106]